# Lars Engsund
Lars-Christer Engsund, född 2 juli 1968 i Augerums församling i Blekinge län, är en svensk politiker (moderat). Han är ordinarie riksdagsledamot sedan 2022, invald för Kalmar läns valkrets.